# Eupanacra treadawayi
Eupanacra treadawayi is een vlinder uit de familie van de pijlstaarten (Sphingidae). De wetenschappelijke naam van de soort werd in 1995 gepubliceerd door Jean-Marie Cadiou.